# 루이 (1994년)
루이(RUI, 1994년 10월 8일 ~ )는 일본의 여자 가수이자, 걸 그룹 H.U.B의 멤버이다.

## 개요
루이의 본명은 와타나베 루이(일본어: 渡辺るい)이다. 키는 171 cm. 중학교 때 농구선수로 활동했고 자전거와 스케이트보드를 타기를 좋아한다. 2013년 처음 한국에 와서 고시원에서 살았고, 3년간 연습생을 했다. 이화여자대학교 어학당에서 한국어를 배웠다.
2015년 걸그룹 N-Bulance(N블란스)의 루이로 활동한 경력이 있다.
2016년 8월 17일 신난다(Exciting)를 발매했고, 롤모델은 포미닛 현아이다. 아육대 대회를 준비를 위해 육상 국가대표 출신 여호수아 선수에게 코치를 받았고, 첫 출연한 2017년 설날 특집 아이돌 스타 육상 선수권 대회에서 여자 60m 달리기 9초 06으로 1등 을 했다. 이번 아육대 1위를 개기로 루사인볼트라는 별명을 얻었다.몸매가 서구적이고 대단하며 앞으로 기대되는 유망주다.

## 음반

### 솔로 음반
- 2017년 6월 20일 TONIGHT
- 2016년 8월 17일 신난다(Exciting)[2]

## 출연

### 방송
- 2017년 : 《2017 설특집 아육대》 - 걸 그룹 H.U.B와 함께 출연
- 2017년 : 《맛있을 지도 시즌 2》- 게스트
- 2017년 : 《비디오스타》- 게스트
- 2017년 : 《믹스나인》 - 참가자